# Eurázsianizmus

Európa és Ázsia az eurázsionista politikai mozgalom szemszögéből. Földrajzilag a térkép egésze Eurázsiát ábrázolja

Az eurázsianizmus (orosz nyelven:евразийство) orosz szellemi irányzat, politikai mozgalom, amelynek lényege, hogy Oroszország a két kontinensre kiterjedő geopolitikai helyzete révén egyedülálló civilizáció, a Nyugattal szemben álló sajátos orosz világ (русский мир), aminek egész Eurázsiára – és ennek alapján a világra – kiterjedő politikai, hatalmi küldetése van.
A szóban forgó terület az eszmerendszer hívei szerint természetesen csak Eurázsia északi, az egykori cári Oroszország illetve később a Szovjetunió által lefedett területeivel egyezik meg. Nem tartoznak hozzá továbbá az egykori Orosz Birodalom nyugati végei, a Kongresszusi Lengyelország, a Baltikum, az egykori Finn Nagyhercegség. Gyakran hozzá számítják viszont Mongóliát, a türk államokat, a Balkán ortodox és muszlim részeit, Iránt és Afganisztánt.
Az elmélet eltért a cári Oroszország hivatalos ideológiájától, amely alapvetően európai hatalomnak tekintette magát, és Moszkvát az ortodox egyház is harmadik Rómának tartotta (Bizánc után).
Az eszmerendszer a 21. században újra divatossá vált főleg szélsőjobboldali orosz körökben, amelyek a putyini kormányzat szellemi hátországát adják. Prominens képviselőjük Alekszandr Geljevics Dugin, aki szerint a Nyugat ma már a lelki sivárságot, a pusztulást, az életösztön teljes hiányát jelenti. Ezen ideológia szerint Oroszország ukrajnai háborúját „az embert középpontba helyező eurázsianizmus erőit támadó transzhumán globalizmus elleni védekezés” indokolja.

## Előzmények

Oroszország területi növekedése 1613 és 1914 között

A 19. századi orosz filozófia két fő ágazatát a nyugatosok (zapadnyiki) és a szlavofilok adták. Utóbbiak lettek az eurázsianizmus előfutárai, amennyiben elvetették a nyugati politikai és gazdasági modellt, és ahhoz ragaszkodtak, hogy Oroszországot szláv hagyományai alapján önálló civilizációként fejlesszék. Közéjük tartozott Danyilevszkij és Konsztantyin Leontyjev. Publicisztikái, naplójában kifejtett társadalomfilozófiai és geopolitikai nézetei alapján az eurázsianizmus előfutárai közé sorolható Dosztojevszkij is.
Az eurázsianizmus azonban lényegesen különbözik a szlavofilizmustól abban a tekintetben, hogy az előbbi irányzat hívei nem a szláv etnikumra, hanem a geopolitikai környezetre alapozzák elméletüket, és a térségben élő, a turáni rasszhoz tartozó türk és finnugor etnikumokat közelebb érzik az oroszokhoz, mint a nyugati szlávokat, a cseheket vagy lengyeleket. Az eurázsianisták számára az ideális földrajzi keretet tulajdonképpen a Szovjetunió 1939-es határai adják, hozzácsatolva Mongóliát is, tehát például a Baltikumot is ezen kívül állónak tekintik.
Az eurázsianizmussal rokon a „talajosság” (pocsvennyicsesztvo) irodalmi-társadalomfilozófiai irányzata is.

## Története

Az eurázsianisták által elődnek tekintett Mongol Birodalom területének alakulása

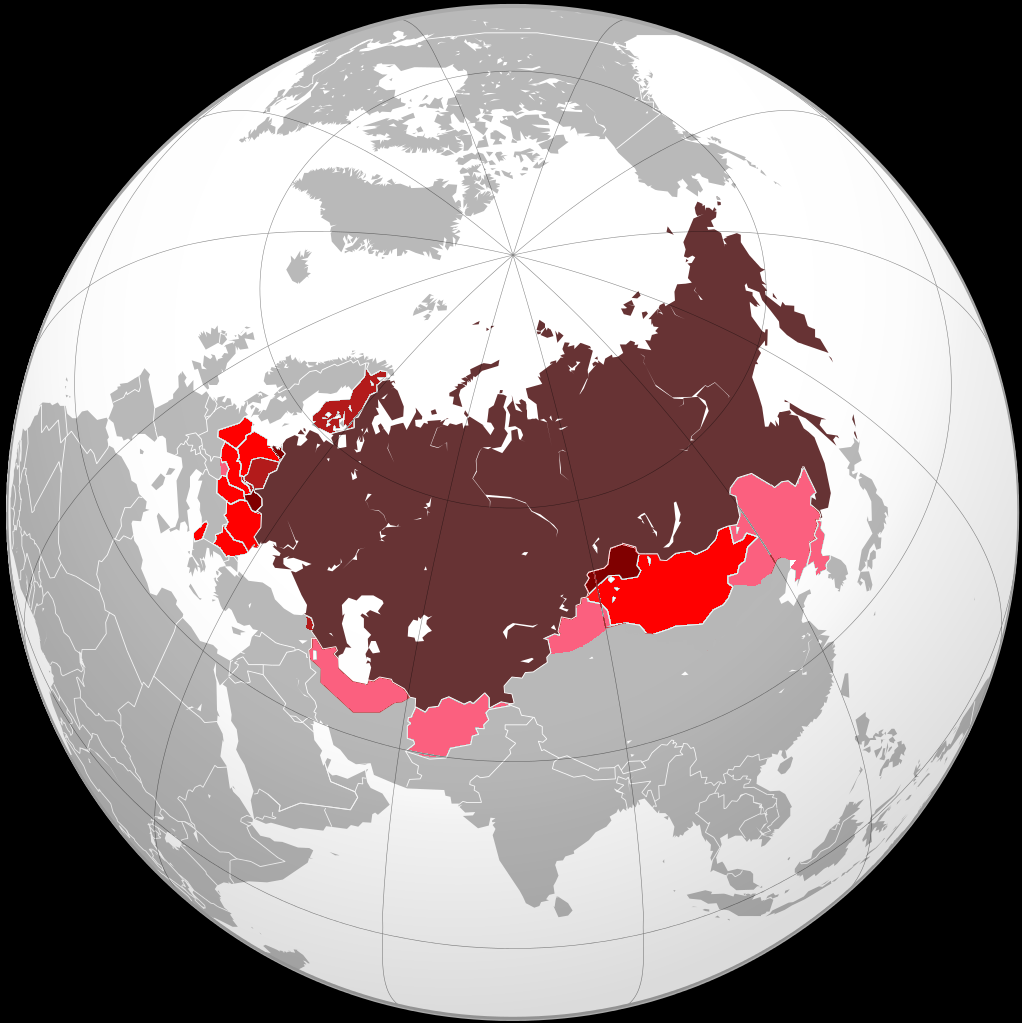
Az Eurázsia-koncepció és Oroszország, illetve a Szovjetunió területének alakulása
A Szovjetunió 1945-ben
Szovjet területek, amelyek soha nem voltak az Orosz Birodalom részei: Tuvai Autonóm Szovjet Szocialista Köztársaság, Kalinyingrádi terület, Kárpátalja, Lvivi terület, Ivano-frankivszki terület, Ternopili terület Ukrajna nyugati részén, és a Kuril-szigetek déli része)
Az Orosz Birodalom által elfoglalt további területek: (Finn Nagyhercegség és a Kongresszusi Lengyelország)
A szovjet befolyás alatti területek maximális kiterjedése, 1955 (Varsói Szerződés, Mongólia és Észak-Korea)
Az Orosz Birodalom maximális kiterjedése Alaszka eladása után, 1867, illetve szovjet kísérletek a befolyási övezet helyreállítására (Irán elleni brit–szovjet invázió, Hszincsiang, Mandzsúria)

Az eurázsianizmus elméletét az 1917 utáni európai orosz emigráció köreiben dolgozták ki. 1921-ben Szófiában orosz emigránsok kiadtak egy tanulmánykötetet Kijárat Keletre (Iszhod k Vosztoku) címmel. A kötetben Georgij Vasziljevics Florovszkij (1893–1979) teológus, Pjotr Nyikolajevics Szavickij (1895–1968)  földrajztudós, közgazdász és filozófus, Pjotr Petrovics Szuvcsinszkij (1892–1985) zenetudós, valamint Nyikolaj Szergejevics Trubeckoj (1890–1938) filozófus és nyelvész munkái jelentek meg. A szerzők az itt kifejtett koncepciójuknak az eurázsianizmus nevet adták.
A csoportosuláshoz csatlakozott Georgij Vlagyimirovics Vernadszkij történész is. A mozgalom centrumát később Prágába helyezték át, ahol Florovszkij és Szavickij a Károly Egyetemen adott elő. Berlinben, az orosz emigráció kiadói tevékenységének központjában megalapították az Eurázsiai Kiadót. A mozgalom tagjának vallotta magát Dmitrij Petrovics Szvjatopolk-Mirszkij irodalomtudós is. Szavickij szerint a mozgalom eszméit tükrözték a Szovjet-Oroszroszágban élő és alkotó Konsztantyin Alekszandrovics Fegyin, Leonyid Makszimovics Leonov és Alekszandr Sztyepanovics Jakovlev írók művei is.
A mozgalom tagjai azt tervezték, hogy pártot építenek a bolsevikok hatalmának megdöntésére. Céljaik érdekében még a a szovjet titkosszolgálatba is beépültek.
1921 és 1926 között a szovjet Cseka Tröszt művelet fedőnéven bonyolult titkosszolgálati akciót hajtott végre, amelynek során kommunistaellenes felkelés előkészítésének ígéretével a Szovjetunióba csalták majd likvidálták a fehér emigráció több prominens jobboldali vezetőjét. Ez érintette az eurázsianizmus egyes híveit is és zavart okozott a soraikban.
1926-ban Florovszkij kivált a mozgalomból, 1929-ben pedig az két részre, szovjetellenes és szovjetbarát szárnyra szakadt. A „baloldali eurázsiaiak” központja Párizs lett, hozzájuk csatlakozott Szergej Jakovlevics Efron író, Marina Ivanovna Cvetajeva költő férje is. Többen közülük a 30-as években visszatelepültek a Szovjetunióba, ahol aztán a sztálini nagy tisztogatás áldozatai lettek, mint Efron és Szvjatopolk-Mirszkij.

## Ideológia
Az eurázsiai mozgalom eszmerendszere azon alapul, hogy Európa és Ázsia között létezik egy közbenső „kontinens”, Eurázsia (amely nagyrészt egybeesett a cári Oroszország egykori területével), valamint hogy az orosz civilizáció eurázsiai kultúrája és Európa „romano-germán” civilizációja között áthidalhatatlan ellentét van.
A mozgalom hívei szerint az általuk tételezett Eurázsia az egész világot képviseli a Nyugattal való szembenállásában. Trubeckoj markáns megfogalmazása szerint „Egyetlen igazi ellentét létezik: A romanogermánok és a világ többi népei, Európa és az emberiség között.” hivatkozza: 
Az eurázsianizmus ideológiájának központi gondolata a földrajzi tér. Álláspontjuk szerint az egyes kultúrák karakterét az adott terület sajátosságai határozzák meg. Oroszországra vonatkoztatva ez azt jelenti, hogy Oroszország eurázsiai kultúra, ellentétben áll az európai tengerparti kultúrával, amely az ázsiai oldal befolyásolásából él. A nyugat-európai kultúrát nem utasítják el, hanem Oroszország számára alkalmatlannak írják le; az is a bomlás folyamatában van. A bolsevizmust elvetik, főleg az oroszországi polgárháború túlkapásai miatt, viszont előtérbe helyezik a vallás „megmentő erejét”.
Az eurázsiaiak további fő gondolata az egységes orosz állam újjáéledése. Szolovjov, Scsapov, Kljucsevszkij történészek tanai alapján kiemelték a természeti és földrajzi tényezők szerepét az orosz történelemben. Magukévá tették Nyikolaj Jakovlevics Danyilevszkij elméletét a kulturális és történelmi embertípusokról,  tucatnyi változatot különböztetve meg az egyiptomitól a romano-germán vagy európai típusig, a leendő új szláv embertípusban, a szláv civilizáció hordozójában csúcsosodva ki. 
Oroszország és Eurázsia egységének bizonyítékaként az eurázsiaiak egyedülálló földrajzi táját és éghajlati terét (Szavickij), sajátos etnokulturális területét (Trubeckoj) és az ortodoxia túlsúlyát határozták meg. Ezeket a vonásokat tekintették az Oroszország-Eurázsia területén élő szláv és „turáni” népek (finnugorok, törökök) történelmi közössége alapjának. Az eurázsiaiak úgy vélték, hogy a keleti, „turáni” elem nagy jelentőséggel bír az orosz kultúrában.
Az eurázsiai politikai és kulturális egység forrásának nem a Kijevi Ruszt, hanem Dzsingisz kán „sztyeppei civilizációnak” tekintett mongol birodalmát tartották, ahol úgymond az eurázsiai kulturális típus először vált egységes entitássá. Az eurázsiaiak úgy vélték, hogy Oroszország tatár-mongol időszakának nagy, pozitív hatása volt az orosz állam fejlődésére, az ortodox alapok megőrzésére a Nyugat ideológiai és katonai-politikai terjeszkedésével szemben. Helytelenítették Nagy Péter reformjait, amelyek európaiasították Oroszországot. Ezzel szemben az 1917-es orosz forradalmat pozitívan értékelték egy új korszak kezdeteként, amelyben Oroszország elhagyta az európai („romano-germán”) kulturális világot és önálló történelmi útra lépett.
Az eurázsianisták úgy gondolták, hogy a kommunista államot békés úton teljesen önellátó tekintélyuralmi rendszerré kell alakítani, amelyet egy uralkodó elit irányít majd. Szellemi alapja az eurázsiai kulturális egység uralkodó eszméje („ideokrácia”). A gazdaságban biztosítani kellett a magán- és az állami tulajdonformák harmonikus kombinációját. A spirituális szférában az ortodoxiának integráló szerepet kellett betöltenie. Az eurázsiaiak „szimfonikus személyiségnek” (Lev Platonovics Karszavin), „sok forrású nemzetnek” (Trubeckoj) tekintették a népet. Az eurázsiai egység keretein belüli „alacsonyabb” helyi kultúrákat harmonikusan ötvözni kell az őket felölelő „magas” kultúrával.
1925-ben Nyikolaj Szergejevics Trubeckoj jelentette ki először, hogy Oroszország nem a Kijevi Rusz, hanem a Mongol Birodalom utódja. Az oroszokat és a nomádokat véleménye szerint egy sajátos mentalitás avagy „mindennapi vallomás” köti össze, amely a személyes odaadás, a hősiesség, a spirituális hierarchia és a világ magasabb alapelvébe vetett hit eszméire épül. Ezek az értékek összeegyeztethetetlenek az európai polgárság, a burzsoázia eszméivel, a merkantilizmussal. Az eurázsiaiság ellentétes a Nyugat eszméivel. Az oroszországi forradalom, a bolsevikok és a Szovjetunió tudat alatt megvalósították a Nyugattal szembeni ellenállás eurázsiai projektjét az ázsiai népekkel való közösségben. Trubeckoj nyelvészként azzal is érvelt, hogy a proto-indoeurópai nyelveken belül a proto-szláv dialektusok közelebb álltak a proto-iránihoz, mint a nyugati nyelvekhez. Szavickij ezt a világképet a „helyfejlődés” (az „élettér” analógja) és az „ideokrácia” (eszmeuralom, az emberi élet alárendelése magasabb eszméknek) fogalmaival gazdagította.
Oroszország legdicsőségesebb időszaka az eurázsianisták szerint a késő középkorra tehető, amikor már függetlenedtek a mongol Arany Hordától, ugyanakkor még nem merült föl a Nyugathoz közeledés vágya, ami Nagy Péterhez (1682–1721) köthető. Ebben az aranykorban a lelkek felett az orosz ortodox egyház, a testek felett a cár korlátlan uralma érvényesült. A romlás akkor kezdődött el, amikor a nyugati eszmék, majd különösen a felvilágosodás gondolatai teret hódítottak Oroszországban, az orosz nemesség pedig a Nyugat „majmolásába” fogott. Innen már egyenes út vezetett az Orosz Birodalom bukásáig és a kommunizmusig – ami egyébként maga is nyugati eszme.
Nyikolaj Alekszandrovics Bergyajev orosz emigráns filozófus Önmegismerés című önéletírásában leírta, hogy az eurázsianisták őt magukhoz közel állónak, időnként tanáruknak tekintették, de ő ezzel nem értett egyet. Határozottan megkülönböztette magát tőlük, mivel az eurázsianizmus hívei nem szerették a szabadságot és a nyugati kultúrát, Kelet felé fordultak, nagyra tartották az állam szerepét, azaz etatisták voltak, vallásosságuk pedig felületetes volt. Sokan közülük később közeledtek a kommunizmushoz.
Az eurázsianizmus egyik legnagyobb kutatója, az Egyesült Államokban alkotó Nyikolaj Valentyinovics Rjazanovszkij történész szerint nem véletlen, hogy az eurázsiaiság minden jelentősebb ideológusának ukrán gyökerei vannak. Igor Torbakov, az Uppsalai Egyetem kutatója szerint az ukrán identitás megértése volt az, ami miatt az eurázsiaiak egyrészt azt feltételezték, hogy Oroszország nem létezhet nemzetállamként, másrészt hirdették az oroszok és szomszédaik közötti kapcsolatok elválaszthatatlanságát.
Az egyház tekintetében az eurázsiaiak célja a nagyobb keresztény egyházak egyesítése az orosz ortodox egyház vezetésével. Szerintük a katolicizmus meghamisította a kereszténység eredeti elképzeléseit. A zsidókat is be kellene vonni, de az „ortodox zsidó egyház” kultuszában független maradna. Egy cárnak „keresztény szeretetben” kell uralkodnia ezen a létrehozandó „bölcsesség állapotán”, amelyben minden nemzetiségnek egyenlő jogai vannak. Ukrajnának is meg kell találnia a helyét ebben az eurázsiai birodalomban; az ukrán nacionalisták igénye az Európához tartozásra történelmileg megalapozatlan. Eurázsia legfontosabb szomszédja Kína. A gazdaság megfelelő formája a továbbfejlesztett tervgazdálkodás.
A Németországba emigrált orosz filozófus, Fjodor Sztyepun rámutatott a párhuzamra az eurázsianizmus és az olasz fasizmus között.
A Szovjetunióban Lev Nyikolajevics Gumiljov földrajztudós és turkológus az 1950-es évektől kezdve titokban foglalkozott az eurázsionista ideológia továbbfejlesztésével. Az orosz földek feletti, 1240-től 1480-ig tartó tatár uralom idejét Gumiljov is a nomádok és a keleti szlávok gyümölcsöző kulturális szimbiózisának értékelte. A biológiai determinizmus elemeinek beépítésével azonban Gumiljov elhatárolódott a klasszikus eurázsiaiaktól. Meggyőződése volt, hogy Oroszország „sajátos útja” elkerülhetetlenül az „összeomló” Nyugat feletti győzelemhez vezet.

### Neo-eurázsianizmus

A Nemzeti Bolsevik Párt zászlaja

Az Eurázsia Párt zászlaja

A peresztrojka és a Szovjetunió összeomlása után a szlávok és a sztyeppei népek közötti szövetség helyreállításának gondolata újra terjedni kezdett Oroszországban, kéz a kézben járva az éles Nyugat-ellenességgel.
Az oroszországi rendszerváltás súlyos gazdasági válsággal járó kaotikus folyamatában született a Nemzeti Bolsevik Párt, amely a jobb- és baloldali szélsőségeket ötvözve igyekezett megnyerni főleg az ifjúságot a „liberalizmus, demokrácia és kapitalizmus antihumánus rendszere” ellen. Alapítója Eduard Venyiaminovics Limonov író, társelnöke Alekszandr Geljevics Dugin filozófus és publicista volt. A pártot végül nem utolsósorban szélsőségesen provokatív jelszavai – például a „Teljesítsük be a reformokat: Sztálin! Berija! Gulag!” jelszó alatt tüntettek – 2005-ben betiltották. Dugin közben 2002-ben megalapította az Eurázsia Pártot.
Dugin az 1990-es évek eleje óta szorgalmazta a eurázsianizmus korszerűsítését. Eklektikus ideológiájának az eredeti eurázsianizmus csak az egyik forrása, műveiben a klasszikusokat, Trubeckojt és Szavickijt csak futólag említi. Hivatkozik viszont a nyugat-európai új jobboldal képviselőire, mint Jean-François Thiriart és Alain de Benoist, a tradicionalistákra, mint René Guénon és Julius Evola, a konzervatív forradalom irányzatának képviselőire, mint Carl Schmitt és geopolitikusokra, mint Karl Haushofer.
A klasszikus eurázsianizmus központi tézisével szemben, miszerint Európa és Ázsia között van egy „harmadik kontinens”, „Eurázsia”, Dugin Eurázsia alatt, mint általában a földrajztudományban, a teljes Európát és Ázsiát érti. Thiriart „Pax Eurasiatica” gondolatát visszhangozva Dugin egy Dublintól Vlagyivosztokig tartó eurázsiai birodalmat hirdet Oroszország vezetésével, mivel szerinte „Oroszország valódi, geopolitikailag indokolt határai Cádiznál és Dublinnál fekszenek, és Európa a Szovjetunióhoz (sic) való csatlakozásra van ítélve.
A klasszikus eurázsiaiak és az újeurázsiaiak, mint például Dugin, egyetértenek abban, hogy Eurázsiának van egy fő ellensége. A különbség az, hogy a klasszikus eurázsiaiak a „romano-germán” Európát tekintették ennek, míg a neoeurázsiaiak az Egyesült Államok vezette liberális „atlanti” tengeri hatalmakat tekintik a fő ellenségnek. Dugin szerint Európát az amerikaiak tartják megszállva, Oroszországnak pedig fel kell vállalnia a felszabadító szerepét. Ennek sikere a birodalomépítő orosz nép újjászületésétől függ. Dugin apokaliptikus világképében a szárazföldi és tengeri hatalmak évszázados ellentéte a „végső összecsapás” felé tart. .
2003-ban Dugin megalapította Moszkvában a „Nemzetközi Eurázsiai Mozgalmat”. Nyilvános akcióik közé tartozik Sztálin sírjának megkoszorúzása.
Az eurázsiai eszme jelentős hívei közé tartozik még Szergej Karaganov, Putyinhoz közeli külpolitikai szakértő is. Ő az orosz és kínai vezetésű eurázsiai gazdasági térség eszméjét képviseli, amely majd véget vet az USA dominanciájának.

### Putyin és az eurázsianizmus
Vlagyimir Vlagyimirovics Putyin számos alkalommal hangoztatta, hogy szerinte a Szovjetunió összeomlása súlyos, történelmi léptékű csapás volt az orosz nép számára, és a 20. század legnagyobb geopolitikai katasztrófája Oroszország számára. Politikai pályája kezdetétől arra törekedett, hogy ennek hatásait mérsékelje illetve a folyamatot, amennyire lehet, visszafordítsa. Előszeretettel alkalmazta a „közel-külföld” fogalmát, ezzel is jelezve, hogy igényt tart a befolyásra a volt Szovjetunió egész területén, különös tekintettel az ott élő orosz kisebbségekre.
Putyin gyakran hivatkozott Ivan Alekszandrovics Iljin (1883–1954) orosz emigráns filozófusra, aki annak idején lelkesen üdvözölte Mussolini, majd Hitler hatalomra jutását. Bár a filozófus később bírálta a fasizmust és a nácizmust, egész munkásságában a szélsőjobboldali eszmék, az oroszországi tekintélyuralom híve maradt. Megjósolta a Szovjetunió összeomlását, egy orosz „nemzeti diktátor” eljövetelét, Ukrajnáról pedig feltételezte, hogy a Nyugat azon keresztül törne Oroszország ellen. Iljint Putyin utasítására 2005-ben temették újra Oroszországban, hagyatéka is hazakerült.
2012 decemberében Putyin, miután a miniszterelnöki kitérő után visszatért az elnöki székbe, évértékelő beszédében Gumiljovra hivatkozva hangsúlyozta: a következő évek döntőek lesznek Oroszország számára. A tét az, hogy a periférián maradva elveszti-e függetlenségét, vagy elsősorban a nemzet akaratára, energiájára támaszkodva előrelép. Ez a kijelentés, és az, hogy név szerint megidézte az eurázsianizmus továbbfejlesztőjét, jelezte, hogy korábbi ciklusaihoz képest Putyin új utakra lépett. Belpolitikájában fokozódott a represszió, a tekintélyuralmi rendszer kiépítése, a civil szervezetek és a független sajtó elnyomása, kifelé pedig felerősödtek a birodalmi törekvések.
Az új Eurázsia azonban természetesen nem lehetett teljes Ukrajna nélkül, Putyin ezért mindenképpen meg akarta akadályozni az ország közeledését az EU-hoz. Ukrajnában ennek nyomán belpolitikai válság alakult ki, ami 2014 februárjában a majdani felkelésben csúcsosodott ki, amikoris elzavarták az oroszbarát elnököt, Viktor Fedorovics Janukovicsot, és az ország Nyugat-párti fordulatot vett. Ezt követően zajlott le a Krím megszállása, majd a donbaszi „polgárháború” kirobbantása, ahonnan már egyenes út vezetett a 2022-es ukrajnai invázióig.
2023-ból visszatekintve megállapítható, hogy Putyin cselekedeteinek elméleti alapját az általa már 2012-ben megidézett Gumiljov eszméi adják. Új, orosz dominanciájú „Eurázsiát” kíván létrehozni, mégpedig nem a szűkös gazdasági potenciálja alapján, hanem a nép lelkesedésével és az erre támaszkodó fegyveres erővel. Önmagát tartja a Gumiljov megjövendölte karizmatikus vezetőnek, aki mindezt végre tudja hajtani.

## Hatása Oroszországon kívül

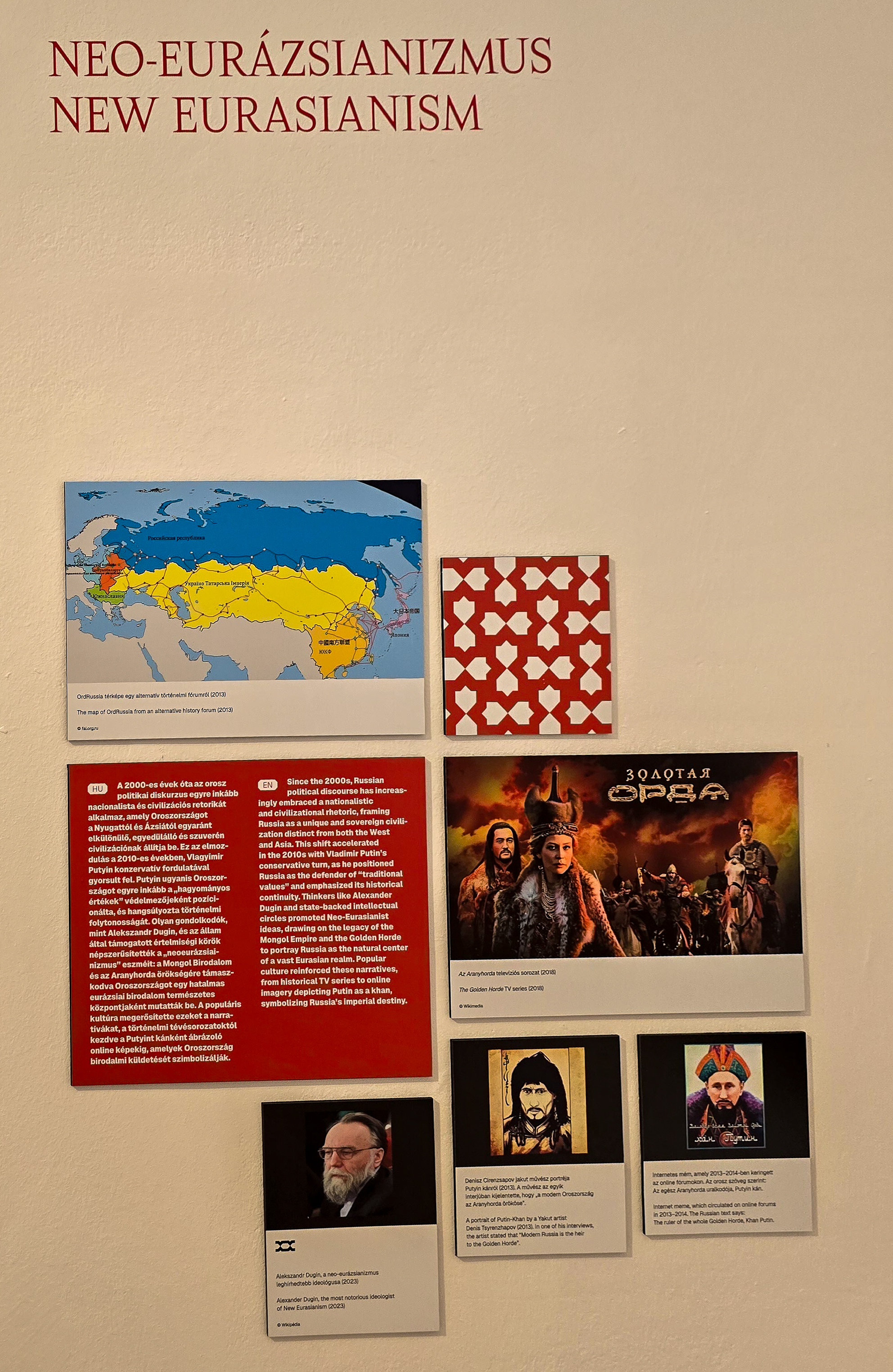
Az eurázsianizmus tablója a budapesti A múlt, ahogyan parancsolja című kiállításon

Törökországban bizonyos baloldali nacionalista körök, mint Doğu Perinçek Munkáspártja már a kilencvenes évek óta vallják az eurázsianista eszméket. Duginnal is kapcsolatot tartanak. A háttérben az a félelem áll, hogy Törökország integrációja az EU-ba és a NATO-ba veszélyezteti a szuverenitását. Burak Çopur török politológus a török külpolitika 2016 utáni irányváltását, az Oroszországgal és Iránnal való szorosabb együttműködésre törekvést, szemben az addig követett neooszmanizmussal eurázsianizmusnak értékeli.
Micha Brumlik svájci akadémikus az Európában jelenleg feltörekvő jobboldali nacionalista és populista áramlatokat elemezve, megállapítja, hogy azok a régi, a gepolitikai szempontokat előtérbe helyező gondolkodás, az „eurázsiai” ideológia talaján állnak.
Magyarországon a korábbi „keleti nyitásra” és a türk testvériségre alapozva különösen az orosz–ukrán háború kirobbanása után nyertek teret az eurázsiai gondolatok, főleg a szélsőjobboldali körökben. Az eszmerendszer több alapvető művét lefordították és kiadták. (Trubeckoj: Dzsingisz kán hagyatéka. Attraktor Kft, Máriabesnyő, 2011; Dugin: Eurázsiai küldetés. Kárpátia Stúdió Kft., 2022)
„Mi vagyunk az élő eurázsiai gondolat. Ennek a szónak mi vagyunk a megtestesülése. Ázsiából érkezett nép vagyunk, és közben ízig-vérig nyugati, európai néppé váltunk” – mondta beszédében Orbán Viktor a Magyar Nemzeti Bank 2024. évi Eurázsia Fórumán.

## Pragmatikus eurázsianizmus
A 90-es évektől az ideológián túl a nemzetközi politikai gyakorlatban is megjelent az eurázsianizmus. Már 1992-ben megalakult a Kollektív Biztonsági Szerződés Szervezete a volt Szovjetunió egyes tagállamaiból. 1994 márciusában Nurszultan Abisuli Nazarbajev, Kazahsztán elnöke a Moszkvai Állami Egyetemen meghirdette a Szovjetunió utódállamai legalábbis egy részének regionális integrációját a gyakorlati eurázsianizmus jegyében. Nazarbajev utasítására 1996-ban alapították a Gumiljovról elnevezett Eurázsiai Nemzeti Egyetemet Asztanában. 2015-ben Oroszország, Fehéroroszország és Kazahsztán részvételével létrejött az Eurázsiai Gazdasági Unió. Ez a fajta gyakorlatias együttműködés a filozófiai eurázsianizmustól eltérően nyitottnak tekinti magát a világra.

## Az eurázsianizmus az irodalomban
George Orwell 1984 című regényében a Szovjetunió átalakult Eurázsiává, és egyike lett a világot ellenőrző három szuperhatalomnak. Robert A. Heinlein sci-fi író Solution Unsatisfactory című novellájában a Szovjetunió szintén átalakult Eurázsiai Unióvá.

## Fordítás
- Ez a szócikk részben vagy egészben  az   Eurasismus című német Wikipédia-szócikk ezen változatának fordításán alapul.  Az eredeti cikk szerkesztőit annak laptörténete sorolja fel. Ez a jelzés csupán a megfogalmazás eredetét és a szerzői jogokat jelzi, nem szolgál a cikkben szereplő információk forrásmegjelöléseként.
- Ez a szócikk részben vagy egészben  az   Eurasianism című angol Wikipédia-szócikk ezen változatának fordításán alapul.  Az eredeti cikk szerkesztőit annak laptörténete sorolja fel. Ez a jelzés csupán a megfogalmazás eredetét és a szerzői jogokat jelzi, nem szolgál a cikkben szereplő információk forrásmegjelöléseként.
- Ez a szócikk részben vagy egészben  a(z)   Евразийство című orosz Wikipédia-szócikk ezen változatának fordításán alapul.  Az eredeti cikk szerkesztőit annak laptörténete sorolja fel. Ez a jelzés csupán a megfogalmazás eredetét és a szerzői jogokat jelzi, nem szolgál a cikkben szereplő információk forrásmegjelöléseként.